# Para-Leichtathletik-Weltmeisterschaften 2011
| Medaillenspiegel (Stand nach 202 von 202 Medaillenentscheidungen – 30. Januar 2011) | Medaillenspiegel (Stand nach 202 von 202 Medaillenentscheidungen – 30. Januar 2011) | Medaillenspiegel (Stand nach 202 von 202 Medaillenentscheidungen – 30. Januar 2011) | Medaillenspiegel (Stand nach 202 von 202 Medaillenentscheidungen – 30. Januar 2011) | Medaillenspiegel (Stand nach 202 von 202 Medaillenentscheidungen – 30. Januar 2011) | Medaillenspiegel (Stand nach 202 von 202 Medaillenentscheidungen – 30. Januar 2011) |
| Platz                                                                               | Land                                                                                | G                                                                                   | S                                                                                   | B                                                                                   | Gesamt                                                                              |
| ----------------------------------------------------------------------------------- | ----------------------------------------------------------------------------------- | ----------------------------------------------------------------------------------- | ----------------------------------------------------------------------------------- | ----------------------------------------------------------------------------------- | ----------------------------------------------------------------------------------- |
| 1                                                                                   | VR China                                                                            | 21                                                                                  | 22                                                                                  | 15                                                                                  | 58                                                                                  |
| 2                                                                                   | Russland                                                                            | 18                                                                                  | 11                                                                                  | 6                                                                                   | 35                                                                                  |
| 3                                                                                   | Brasilien                                                                           | 12                                                                                  | 10                                                                                  | 8                                                                                   | 30                                                                                  |
| 4                                                                                   | Großbritannien                                                                      | 12                                                                                  | 9                                                                                   | 17                                                                                  | 38                                                                                  |
| 5                                                                                   | Polen                                                                               | 12                                                                                  | 7                                                                                   | 6                                                                                   | 25                                                                                  |
| 6                                                                                   | USA                                                                                 | 9                                                                                   | 10                                                                                  | 15                                                                                  | 34                                                                                  |
| 7                                                                                   | Südafrika                                                                           | 9                                                                                   | 7                                                                                   | 9                                                                                   | 25                                                                                  |
| 8                                                                                   | Ukraine                                                                             | 8                                                                                   | 10                                                                                  | 9                                                                                   | 27                                                                                  |
| 9                                                                                   | Deutschland                                                                         | 8                                                                                   | 8                                                                                   | 8                                                                                   | 24                                                                                  |
| 10                                                                                  | Australien                                                                          | 8                                                                                   | 8                                                                                   | 7                                                                                   | 23                                                                                  |
| …                                                                                   |                                                                                     |                                                                                     |                                                                                     |                                                                                     |                                                                                     |
| 20                                                                                  | Schweiz                                                                             | 2                                                                                   | 8                                                                                   | 2                                                                                   | 12                                                                                  |
| …                                                                                   |                                                                                     |                                                                                     |                                                                                     |                                                                                     |                                                                                     |
| 38                                                                                  | Österreich                                                                          | 1                                                                                   | 1                                                                                   | 3                                                                                   | 5                                                                                   |
| …                                                                                   |                                                                                     |                                                                                     |                                                                                     |                                                                                     |                                                                                     |
| Vollständiger Medaillenspiegel                                                      |                                                                                     |                                                                                     |                                                                                     |                                                                                     |                                                                                     |

Die Para-Leichtathletik-Weltmeisterschaften 2011 (auch Leichtathletik-Weltmeisterschaften der Behinderten) waren die fünften Para-Leichtathletik-Weltmeisterschaften und wurden vom 21. bis 30. Januar 2011 im Queen Elizabeth II Park von Christchurch, der größten Stadt der neuseeländischen Südinsel, ausgetragen.

## Teilnehmende Nationen
971 Athletinnen und Athleten aus 75 Nationen konkurrierten bei 202 Medaillenentscheidungen.
| - Ägypten (6) - Äthiopien (3) - Algerien (27) - Argentinien (10) - Aserbaidschan (6) - Australien (46) - Belgien (2) - Brasilien (25) - Bulgarien (7) - Chile (1) - Costa Rica (3) - Dänemark (6) - Deutschland (34) - Elfenbeinküste (2) - Fidschi (2) - Finnland (7) - Frankreich (24) - Griechenland (31) - Großbritannien (40) - Hongkong (7) - Indien (5) - Irak (6) - Iran (10) - Irland (8) - Italien (5) - Japan (31) | - Jordanien (4) - Kanada (25) - Katar (1) - Kenia (11) - Kolumbien (6) - Kroatien (14) - Kuba (3) - Kuwait (6) - Lettland (5) - Litauen (4) - Malaysia (3) - Marokko (8) - Mexiko (32) - Montenegro (1) - Namibia (4) - Neuseeland (8) - Niederlande (7) - Norwegen (1) - Österreich (7) - Papua-Neuguinea (1) - Polen (33) - Portugal (18) - Rumänien (1) - Russland (53) - Saudi-Arabien (2) - Schweden (7) | - Schweiz (11) - Serbien (3) - Singapur (1) - Slowakei (3) - Slowenien (4) - Spanien (32) - Südafrika (34) - Südkorea (7) - Syrien (1) - Taiwan (2) - Thailand (14) - Tschechien (15) - Türkei (3) - Tunesien (11) - Ukraine (32) - Ungarn (2) - USA (50) - Usbekistan (4) - Venezuela (20) - Vereinigte Arabische Emirate (14) - VR China (78) - Belarus (10) - Zypern (1) |